# Meczet Fatih
Meczet Fatih – meczet położony w dzielnicy Fatih, na jednym z siedmiu wzgórz Stambułu w Turcji. Jest pierwszym dużym, sułtańskim meczetem zbudowanym po zdobyciu miasta przez Turków.
W epoce Bizancjum w tym miejscu znajdował się wzniesiony przez Konstantyna I Kościół Świętych Apostołów, zwany również Kościołem Havariyun lub Aya Apostoli. Przy budowie meczetu wykorzystano budulec z tego kościoła, kamienne kolumny i fundamenty.
Meczet został zbudowany na rozkaz sułtana Mehmeda II, prawdopodobnie przez architekta greckiego pochodzenia: Atik Sinana w latach 1463–1471. Inne źródła wymieniają wśród budowniczych Greka Christodulosa. Do czasu wybudowania Meczetu Sulejmana był to największy meczet w mieście. W 1509 sułtan Bajazyd II zrekonstruował meczet po trzęsieniu ziemi.
W 1766 meczet został zniszczony podczas trzęsienia ziemi, zburzony i odbudowany w 1771 przez sułtana Mustafę III, który zatrudnił przy tym przedsięwzięciu znanego budowniczego tamtych czasów: Mehmeta Tahira Agę. 

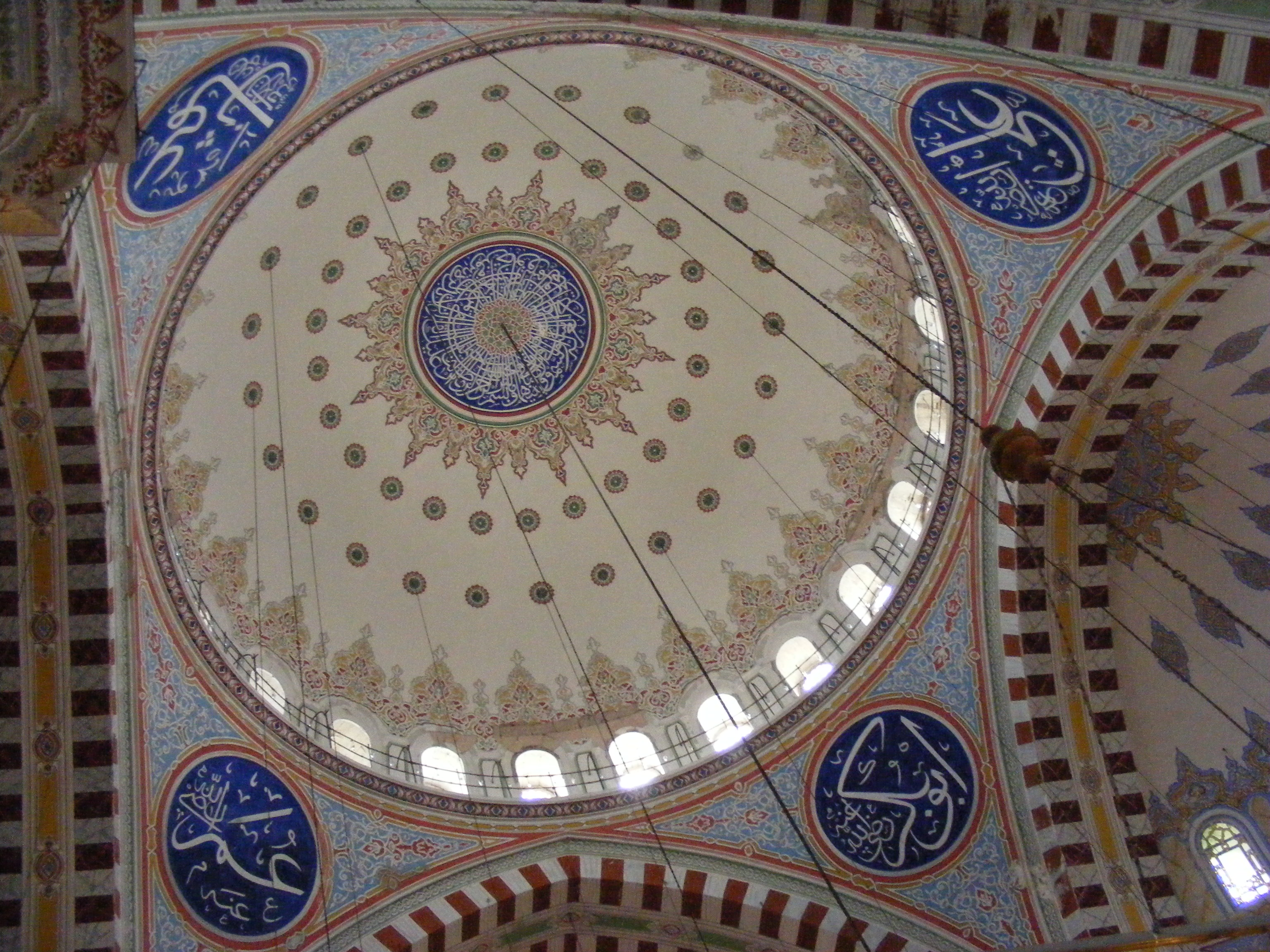
Kopuła meczetu

Kopuła meczetu miała wysokość 50 m i średnicę 26 metrów. Minarety miały pojedyncze krużganki i kryte były ołowiem. Wokół meczetu wybudowano dodatkowo, podobnie jak w wielu meczetach tego okresu medresy, biblioteki, szkoły uczące filozofii, historii, geografii, gramatyki, algebry, prawa koranicznego, kuchnie dla ubogich, karawanseraje, zajazd dla derwiszy w podróży, szpital zatrudniający lekarzy, chirurga, farmaceutę, oraz kilka hamamów. Kompleks Fatih jest uważany za pierwszy uniwersytet zbudowany przez sułtanów w Stambule.
Odbudowany w 1771 roku meczet jest większy od poprzednika, posiada kopułę, którą dźwigają łuki i cztery filary. Z czterech stron kopuły znajdują się półkopuły, na rogach dodano małe kopuły. Nowe minarety są wyższe i mają dwa krużganki. Dziedziniec otacza 18 granitowych kolumn wspierających 22 kopuły. Minbar wykonano z różnokolorowego marmuru.
Przy meczecie znajdują się grobowce Mehmeta II i jego żony.
Meczet Fatih, oprócz swej funkcji religijnej, pełnił również rolę w rewoltach i powstaniach ubiegłych wieków.